# Fred van der Vlugt

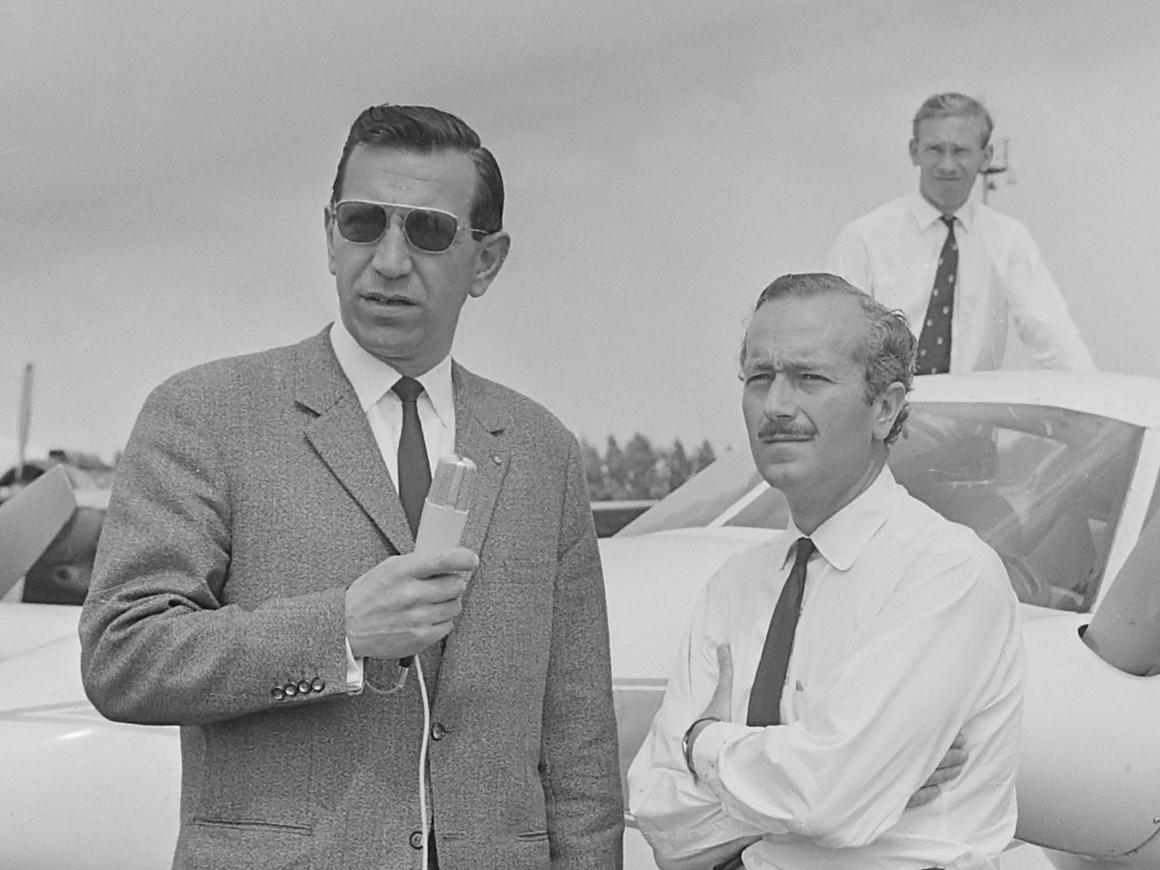
Fred van der Vlugt interviewt Colin Chapman. Op de achtergrond Mike Spence (1965)

Frederik Jules (Fred) van der Vlugt (Den Haag, 17 oktober 1930 - San Pedro de Alcántara, 5 februari 2002) was een Nederlands autojournalist.

## Jeugd
Van der Vlugt was een zoon van luitenant-kolonel Abraham Rutger van der Vlugt (1905-1965) en de Joodse Ellen Stokvis (1906-1944). Zijn moeder was een dochter van Jules Stokvis, de jonggestorven directeur-eigenaar van de chocoladefabriek Kwatta. Tijdens de Tweede Wereldoorlog werd zij door de nazi's naar Auschwitz gedeporteerd en vermoord. Omdat hun vader niet-Joods was, werden Van der Vlugt en zijn jongere broer Bram met rust gelaten. Wel verloren zij in 1945 hun huis bij het bombardement op het Bezuidenhout. Zijn vader hertrouwde met Gerarda Huter (1909-1991), die uit een eerder huwelijk al twee kinderen had.

## Werk
Hij was een van de grondleggers van het blad Autovisie. Verder presenteerde hij eerst voor de VPRO, later de TROS het auto-consumentenprogramma Wereld op Wielen met als bekend onderdeel de koude start.
Van 1976 tot en met 1978 presenteerde hij voor de AVRO de rubriek Auto en verkeer in het consumenten-service programma AVRO's Driemaal twintig.
Het laatste programma dat hij presenteerde was, ook bij de AVRO, het autoprogramma De hoogste versnelling.

## Privé
Hij was een broer van de acteur Bram van der Vlugt.
- International Standard Name Identifier: 0000 0003 9571 1333
- Nationale Bibliotheek van Letland: 000235299
- Nederlandse Thesaurus van Auteursnamen: 072990309
- Virtual International Authority File: 290498497